# Кааби, Али
Али Кааби (араб. علي الكعبي‎; род. 15 ноября 1953, Тунис) — тунисский футболист, защитник.

## Карьера

### Клубная карьера
Во взрослом футболе дебютировал в 1972 году в клубе «Олимпик де Транспор», за который выступал на протяжении всей своей игровой карьеры, продолжавшейся 11 лет.
Завершил профессиональные выступления в 1983 году.

### Карьера в сборной
В 1974 году дебютировал в официальных матчах в составе национальной сборной Туниса. В 1978 году вместе с командой принимал участие на чемпионате мира в Аргентине. На турнире Кааби сыграл в матче против сборной Мексики, в котором команда одержала победу со счётом 3:1, а Кааби стал одним из лучших бомбардиров матча.
Всего в составе сборной принял участие в 77 матчах, забив девять голов.